# Dračí princ
Dračí princ, také též od čtvrté řady známy jako Dračí princ: Záhada Aaravose (v anglickém originále The Dragon Prince; od čtvrté řady The Dragon Prince: Mystery of Aaravos), je americko-kanadský animovaný seriál vytvořený Aaronem Ehaszem a Justinem Richmondem, který měl premiéru 14. září 2018 na Netflixu.

## Synopse
Seriál se odehrává ve fantasy světě, který je bohatý na magii pocházející ze šesti primárních zdrojů: Slunce, měsíc, hvězdy, země, nebesa a oceán. Před staletími byla Xadia jedním kontinentem, kde spolu lidé a elfové žili v míru. To se však změnilo, když lidští mágové, kteří nebyli schopni přirozeně využít žádný z existujících zdrojů, použili podstatu magických tvorů k posílení nově nalezeného sedmého zdroje: temné magie. Jelikož tato moc přinesla zkázu, lidstvo bylo jako trest za své činy vyhnáno na západ kontinentu, kde nakonec vytvořili pět lidských království.
O 1000 let později se král Harrow z Katolis a jeho rádce, temný mág Lord Viren, opět stanou nepřáteli Xadie, protože zabili krále draků Avizanduma zvaného „Hrom“ a údajně zničili jeho jediné vejce, budoucího dračího prince. Jako odplatu posílá Xadia skupinu elfích zabijáků, aby zavraždili jak krále Harrowa, tak jeho syna prince Ezrana. Jedna z těchto elfů, Rayla, se rozhodne jednat na vlastní pěst poté, co se snaží splnit svůj úkol. Během pronásledování hradem objeví Ezran, jeho starší nevlastní bratr Callum a Rayla nezraněné vejce dračího prince a rozhodnou se vrátit vejce Xadii.

## Řady a díly
| Kniha | Kniha | Sága            | Název  | Díly | Premiéra na Netflixu |
| ----- | ----- | --------------- | ------ | ---- | -------------------- |
|       | 1     | Dračí princ     | Měsíc  | 9    | 14. září 2018        |
|       | 2     | Dračí princ     | Nebesa | 9    | 15. února 2019       |
|       | 3     | Dračí princ     | Slunce | 9    | 22. listopadu 2019   |
|       | 4     | Záhada Aaravose | Země   | 9    | 3. listopadu 2022    |
|       | 5     | Záhada Aaravose | Oceán  | 9    | 22. července 2023    |
|       | 6     | Záhada Aaravose | Hvězdy | 9    | 26. července 2024    |
|       | 7     | Záhada Aaravose | Temno  | 9    | 19. prosince 2024    |

## Produkce

### Výroba
Seriál poprvé oznámili 10. července 2018 spolutvůrci Aaron Ehasz a Justin Richmond. Ehasz byl hlavním scenáristou a jedním z výkonných producentů animovaného seriálu Avatar: Legenda o Aangovi a dlouholetým scenáristou a dramaturgem pro Futuramu, zatímco Richmond spolurežíroval videohru Uncharted 3: Drake's Deception. Giancarlo Volpe, bývalý režisér Avatara, se stal výkonním producentem tohoto pořadu.
Dračího prince vyrábí Wonderstorm, multimediální produkční studio spoluzaložený v roce 2017 Ehaszem, Richmondem a Justinem Santistevanem, aby pracovali jak na Dračím princi, tak na související videohře a animovaný kanadským studiem Bardel Entertainment. V listopadu 2019 několik bývalých zaměstnankyň Riot Games a Wonderstorm obvinilo Ehasze, že bez dovolení požadoval, aby se zaměstnankyně staraly o jeho děti a nebyly vážně brány ženské kreativní nápady. Ačkoli zazněli spekulace, že by to mohlo ovlivnit pokračování seriálu, Netflix pořad obnovil a všech sedm sezón ságy bude dokončeno.

### Styl
Dračí princ je vytvořen pomocí trojrozměrné počítačové animace. Pro první řadu byla použita snížená snímková frekvence, aby se vyrovnal „floatiness“; pro druhou řadu byla upravena v reakci na zpětnou vazbu fanoušků. Pozadí se vyrábí kombinací 3D modelování a ruční malby.

### Scénář
Konec druhé řady byl oproti původnímu plánu přepsan, aby zůstal věrný tomu, co si postavy zvolí. Podle Ehasze je jedním ze základních cílů tvůrčího týmu ohledně Dračího prince „zobrazit fantasy svět, který působí rozmanitěji a reprezentativněji než fantasy světy a příběhy, které jsme viděli v minulosti“.

### Vydání
Seriál je celosvětově dostupný na streamovací službě Netflix. První řada byla vydána 14. září 2018. Epizody byly vydány současně, na rozdíl od serializovaného formátu, aby se podpořilo binge-watching, což je formát, který byl úspěšný u jiných původních seriálů Netflixu.
Trailer byl vydán v červenci 2018 na San Diego Comic-Conu. První řada měla premiéru v září 2018. Druhá řada, oznámená v říjnu 2018, byla vydána 15. února 2019. Třetí řada byla vydána 22. listopadu 2019. Na virtuálním panelu ComicCon@Home 2020 „Zoom into Xadia“ bylo oznámeno prodloužení pořadu o další čtyři řady. Čtvrtá řada měla premiéru 3. listopadu 2022.
V březnu 2023 byl vydán teaser pro pátou řadu, který oznámil vydání v polovině roku 2023. Pátá řada byla vydána 22. července 2023.
V listopadu 2023 byla na virtuální akci Netflix's Geeked Week vydána upoutávka na šestou řadu, která potvrdila okno vydání v roce 2024.